# Leiffer House
 (mars 2020).
La Leiffer House est une maison du comté de Larimer, au Colorado, dans le centre des États-Unis. Elle est inscrite au Registre national des lieux historiques depuis le 2 août 1978.